# تحليل السياق
تحليل السياق هو وسيلة لتحليل البيئة التي تعمل فيها الشركة. يركز المسح البيئي بشكل أساسي على البيئة الكبرى للشركة. بينما يأخذ تحليل السياق في الاعتبار البيئة الكاملة للشركة، الداخلية والخارجية. إنّه جانب مهم من تخطيط الأعمال. يسمح نوع واحد من تحليل السياق، يسمى التحليل الرباعي «سوات» (SWOT)، للشركة باكتساب بصيرة حول نقاط القوة والضعف لديها وكذلك الفرص والتهديدات التي يشكلها السوق الذي تعمل فيه. الهدف الرئيسي من تحليل السياق، تحليل سوات أو غيرها، هو تحليل البيئة من أجل وضع خطة عمل إستراتيجية للشركة.
يشير تحليل السياق أيضًا إلى طريقة التحليل الاجتماعي المرتبطة بشيفلين (1963) والتي تعتقد أن «فعلًا معينًا، سواء كان نظرة خاطفة إلى شخص آخر أو تغير في الوضعية أو إبداء ملاحظة حول الطقس ليس لها معنى فعلي. مثل هذه الأفعال لا يمكن فهمها إلا عندما تؤخذ علاقتها مع بعضها». (كيندون، 1990: 16). لن يناقش هذا هنا؛ وإنما فقط تحليل السياق فيما يخص الأعمال التجارية. 

## تحديد السوق أو الموضوع
الخطوة الأولى في هذه الطريقة هي تحديد سوق معين (أو موضوع) يرغب الفرد في تحليل جميع تقنيات التحليل وتركيزها على ما حُدد. الموضوع، على سبيل المثال، يمكن أن يكون فكرة منتج مقترحة حديثًا.

## تحليل الاتجاه
الخطوة التالية للطريقة هي إجراء تحليل للاتجاه. تحليل الاتجاه عبارة عن تحليل للعوامل البيئية الكبرى في البيئة الخارجية للشركة، وتسمى أيضًا تحليل «بيست» (PEST). وهو يتألف من تحليل الاتجاهات السياسية والاقتصادية والاجتماعية والتكنولوجية والديموغرافية. يمكن القيام بذلك عن طريق تحديد العوامل ذات الصلة بالموضوع المختار أولًا، وعلى كل مستوى، وإعطاء رقم لكل عنصر تحديدًا لأهميته. هذا يتيح للشركة بتحديد تلك العوامل التي يمكن أن تؤثر عليها. لا يمكنها التحكم في هذه العوامل ولكن يمكنها محاولة التعامل معها من خلال تكييف أنفسها. الاتجاهات (العوامل) التي تُحدَّد في تحليل بيست هي السياسية والاقتصادية والاجتماعية والتكنولوجية؛ ولكن بالنسبة لتحليل السياق، فإن الاتجاهات الديموغرافية لها أهمية أيضًا. الاتجاهات الديموغرافية هي تلك العوامل التي لها علاقة بالسكان، على سبيل المثال متوسط العمر والدين والتعليم وما إلى ذلك. المعلومات الديموغرافية ذات أهمية إذا أرادت شركة ما، على سبيل المثال أثناء أبحاث السوق، تحديد شريحة سوق معينة لاستهدافها. تُوصف الاتجاهات الأخرى في المسح البيئي وتحليل بيست. يغطي تحليل الاتجاهات جزءًا فقط من البيئة الخارجية. جانب آخر مهم من البيئة الخارجية التي يجب على الشركة أخذها في الاعتبار هو المنافسة. هذه هي الخطوة التالية للطريقة، تحليل المنافس.

## تحليل المنافسين
كما يمكن للمرء أن يتخيل، من المهم لأي شركة أن تعرف من هم منافسيها، وكيف يؤدون أعمالهم، ومدى قوتهم حتى تكون في موقع الدفاع والهجوم. في تحليل المنافسين، تُقدَّم عدة تقنيات حول كيفية إجراء مثل هذا التحليل. هنا سوف أعرض تقنية أخرى تتضمن إجراء أربعة تحليلات فرعية، وهي: تحديد مستويات المنافسة والقوى التنافسية وسلوك المنافس واستراتيجية المنافس.

## الفرص والتهديدات
الخطوة التالية، بعد إجراء تحليل الاتجاهات وتحليل المنافسين، هي تحديد التهديدات والفرص التي يطرحها السوق. كشف تحليل الاتجاهات عن مجموعة من الاتجاهات التي يمكن أن تؤثر على الأعمال التجارية بطريقة إيجابية أو سلبية. وبالتالي يمكن تصنيفها على أنها فرص أو تهديدات. وبالمثل، كشف تحليل المنافس عن مشاكل منافسِة إيجابية وسلبية يمكن تصنيفها على أنها فرص أو تهديدات.

## تحليل المنظمة
المرحلة الأخيرة من الطريقة هي تحليل البيئة الداخلية للمنظمة، وبالتالي المنظمة نفسها. الهدف هو تحديد المهارات والمعرفة والدفاعات التكنولوجية التي تمتلكها الشركة. وهذا يستلزم إجراء تحليل داخلي وتحليل الكفاءة.

### التحليل الداخلي
يتضمن التحليل الداخلي، الذي يُطلق عليه أيضًا تحليل سوات، تحديد نقاط القوة والضعف في المنظمات. تشير نقاط القوة إلى العوامل التي يمكن أن تؤدي إلى ميزة تسويقية، ونقاط الضعف إلى العوامل التي تقدّم ضررًا لأن الشركة غير قادرة على الامتثال لاحتياجات السوق.

### تحليل الكفاءة
الكفاءات هي مزيج من معرفة ومهارات وتكنولوجيا الشركة والتي يمكن أن تمنحها ميزة ضد المنافس. إجراء مثل هذا التحليل ينطوي على تحديد الكفاءات المتعلقة بالسوق والكفاءات المتعلقة بالنزاهة والكفاءات الوظيفية ذات الصلة.

## مصفوفة سوات-آي
وصفت الأقسام السابقة الخطوات الرئيسية التي ينطوي عليها تحليل السياق. نتج عن كل هذه الخطوات بيانات يمكن استخدامها لتطوير إستراتيجية. وتتلخص في مصفوفة سوات-آي. كشف تحليل الاتجاهات وتحليل المنافسين عن الفرص والتهديدات التي يفرضها السوق. كشف تحليل المنظمة عن كفاءات المنظمة وأيضاً نقاط قوتها وضعفها. تلخص نقاط القوة والضعف والفرص والتهديدات هذه تحليل السياق بأكمله. تُستخدم مصفوفة سوات-آي، الموضحة في الجدول أدناه، لتصويرها وللمساعدة في تصور الاستراتيجيات التي ستُوضع. ترمز سوات-آي إلى نقاط القوة والضعف والفرص والتهديدات والمشاكل. تشير المشاكل إلى المشاكل الاستراتيجية التي ستُستخدم لوضع خطة إستراتيجية.
|                                 | الفُرص (أوه1، أوه2...) | التهديدات (تي1، تي2...) |
| نقاط القوة (إس1، إس2...)        | إس1 أوه1              | إس1 تي1                 |
| نقاط الضعف (دبليو 1، دبليو2...) | دبليو1 أوه1           | دبليو1 تي1              |

تجمع هذه المصفوفة نقاط القوة مع الفرص والتهديدات، ونقاط الضعف مع الفرص والتهديدات التي حُددِّت أثناء التحليل. وبهذا تكشف المصفوفة عن أربع مجموعات:
- مجموعة نقاط القوة والفرص: استخدم نقاط القوة للاستفادة من الفرص.
- مجموعة نقاط القوة والتهديدات: استخدم نقاط القوة للتغلب على التهديدات.
- مجموعة نقاط الضعف والفرص: بعض نقاط الضعف تعيق المنظمة من الاستفادة من الفرص وبالتالي عليها أن تبحث عن وسيلة للتغيير نقاط الضعف هذه.
- مجموعة نقاط الضعف والتهديدات: لا توجد وسيلة تمكّن المنظمة من التغلب على التهديدات دون الحاجة إلى إجراء تغييرات كبيرة.

## الخطة الاستراتيجية
الهدف النهائي من تحليل السياق هو وضع خطة إستراتيجية. وصفت الأقسام السابقة جميع الخطوات التي تشكل نقطة انطلاق لتطوير خطة عمل إستراتيجية للمنظمة. يعطي تحليل الاتجاهات والمنافسين نظرة ثاقبة للفرص والتهديدات في السوق والتحليل الداخلي يعطي نظرة خاطفة على كفاءات المنظمة. وجُمِع بين هذه في مصفوفة سوات-آي. تساعد مصفوفة سوات-آي في تحديد المشكلات التي يجب معالجتها. يجب حل هذه المشكلات من خلال صياغة هدف وخطة للوصول إلى هذا الهدف، أي إستراتيجية.